# Бузіла Артур Гаврилович
Артур Гаврилович Бузіла, згідно з частиною джерел Бузила (нар. 23 липня 1982, Арциз) — український футболіст, що грав на позиції півзахисника. Відомий за виступами в низці українських клубів і в вищому азербайджанському дивізіоні за клуб «Карат».

## Клубна кар'єра
Артур Бузіла народився в місті Арциз, та є вихованцем київського спортінтернату. Ще під час навчання він залучався до лав юнацької збірної України віком до 16 років, пізніше грав у складі збірної віком до 18 років. У дорослому футболі дебютував у 1999 році в складі команди першої ліги «Вінниця», в якій грав до кінця сезону 2001—2002 років, паралельно виступаючи в фарм-клубах вінницької команди в другій лізі «Нива» і «Поділля». У сезоні 2002—2003 років Артур Бузіла грав у складі іншої команди першої ліги «Прикарпаття» з Івано-Франківська, після чого протягом року грав за аматорські клуби Одеської області.
У другій половині 2004 року Артур Бузіла став гравцем команди вищого азербайджанського дивізіону «Карат» з Баку, за яку зіграв 5 матчів. На початку 2005 року футболіст повернувся в Україну, де став гравцем команди другої ліги «Явір» (Краснопілля), в якій грав до кінця року. Після цього Артур Бузіла до 2013 року грав у низці аматорських команд Одеської області.

## Особисте життя
Три брати Артура Бузіли: Забар, Леонід та Роман Бузили — також стали професійними футболістами.